# Otocinclus macrospilus
Otocinclus macrospilus — вид риб з роду Otocinclus родини Лорікарієві ряду сомоподібні.

## Опис
Загальна довжина сягає 3,5 см. Спостерігається статевий диморфізм: самиці більше за самиць. Голова дещо сплощена зверху. На голові з боків є маленькі ніздрі. Є 2 пари маленьких вусиків. Рот складається з 4 пластин. Очі середнього розміру. Тулуб витягнутий, сплощено зверху в області черева та грудних плавців. Тулуб (окрім черева) вкрито рядками широких кісткових пластин. Спинний плавець доволі високий, з 12 шипом. Жировий плавець відсутній. Грудні плавці витягнуті. Черевні плавці трохи поступаються останнім. Анальний плавець менший за спинний, з 1 шипом. У поперечному розрізі хвостове стебло прямокутне. Хвостовий плавець витягнутий, з виїмкою або розрізаний.
Забарвлення сіро-зелене, спина темно-сіра, черево бліде. З боків проходить темна смуга. В основі хвостового плавця є пляма трикутної форми. Усі плавці прозорі, лише перші промені спинного плавця й половина хвостового плавця з темними плямами. 

## Спосіб життя
Демерсальна риба. Воліє до прозорої та чистої води. Мешкає у річках з середньою течією та рясною рослинністю. Тримається невеличкими косяками. Живиться водоростевими обростаннями, які зіскрібає з каміння, а також зеленими і коричневими водоростями.
Тривалість життя до 5 років.

## Розповсюдження
Мешкає у басейні річки Амазонка.